# Stefan Brunnhuber

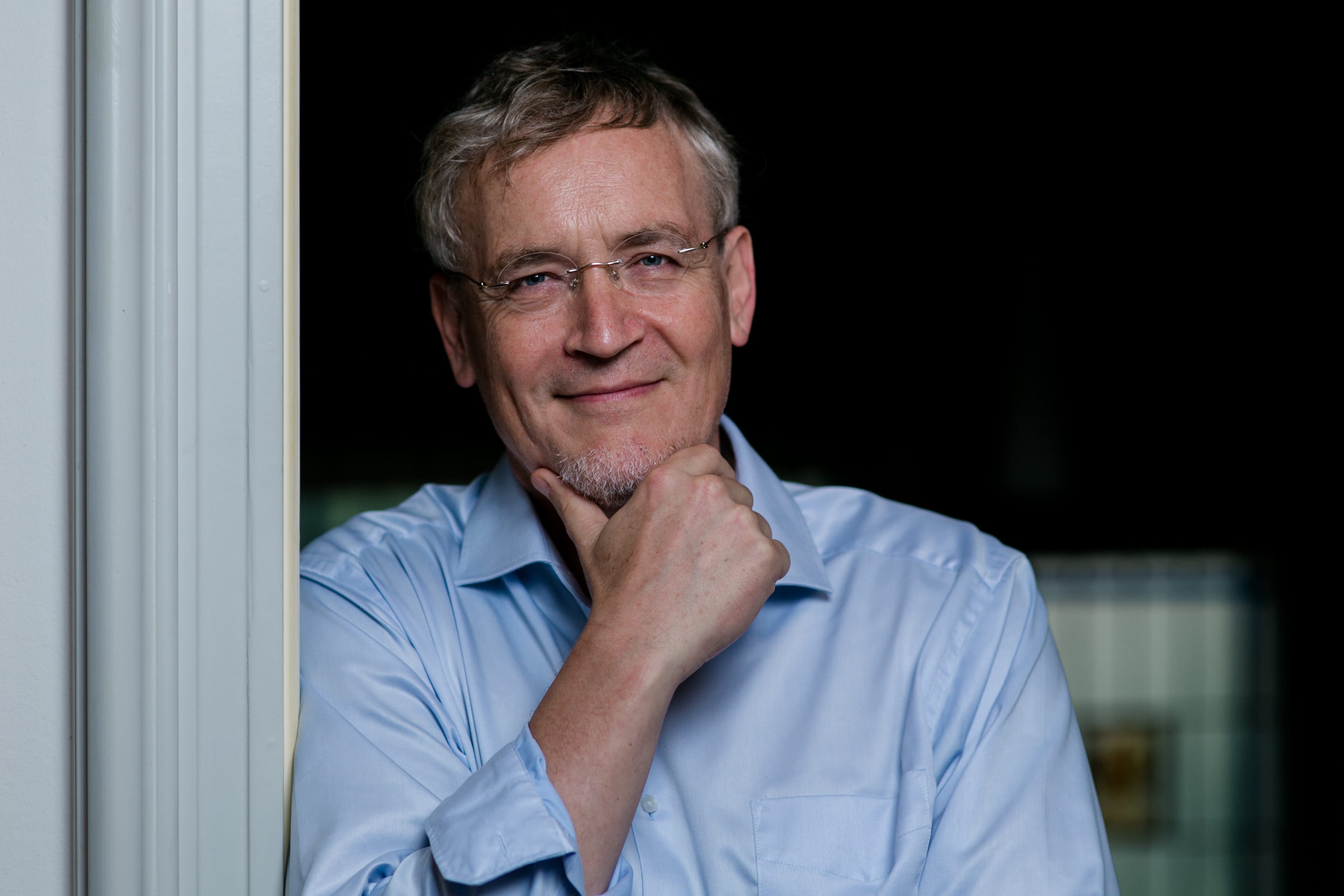
Stefan Brunnhuber (2022)

Stefan Brunnhuber (* 2. Juli 1962 in Augsburg) ist ein deutscher Autor, Psychiater und Soziologe, der sich aus interdisziplinärer Perspektive mit Strategien für nachhaltige Entwicklungen und Transformationsprozesse beschäftigt.

## Leben
Nach Zivildienst und Tätigkeit als Rettungssanitäter sowie einer Lehre als Kfz-Mechaniker studierte Brunnhuber Medizin in Ulm, wo er 1993 mit einer Arbeit über Martin Buber, Martin Heidegger und Sigmund Freud promovierte. Des Weiteren studierte er parallel Philosophie, Sozialpädagogik und Wirtschaftssoziologie in Ulm, München und Konstanz, wo er 1998 mit einer Arbeit über Karl Poppers Konzept einer Offenen Gesellschaft promovierte. Unterbrochen wurde das Doppelstudium durch ein Auslandstrimester an Universitäten in Johannesburg, Melbourne und Jakarta.
Nach einer Ausbildung zum Facharzt für Psychiatrie und Psychotherapie (Universitätskliniken Homburg/Saar) und Tätigkeit als Notarzt arbeitete er zunächst als Oberarzt an der Universitätsklinik Würzburg (1999–2007). Nach Forschungsaufenthalten in den USA (Mayo-Kliniken Rochester, UCLA) habilitierte er sich an der Universität Würzburg im Bereich Medizinische Soziologie, Medizinische Psychologie und Psychotherapie mit dem Thema „Die Bedeutung der Affektpsychologie für die psychosomatische Symptombildung“. Anschließend war Brunnhuber als Lehrbeauftragter am C. G. Jung-Institut Zürich tätig, am Internationalen Seminar für Analytische Psychologie (ISAP) (1999–2009) sowie als Mitglied im Directorial Board des European Institute of Health (E.I.H) (2003–2009). 2006 absolvierte er einen klinischer Aufenthalt am WHO-Collaboration Center für Traditionelle Chinesische Medizin in Peking und eine Weiterbildung am Lehrstuhl für Naturheilkunde/Integrative Medizin an der Universität Duisburg-Essen. Von 2009 bis 2010 arbeitete er als Oberarzt in den Universitätskliniken Salzburg.
Gegenwärtig ist Brunnhuber Ärztlicher Direktor der Diakonie Kliniken Zschadraß (akademisches Lehrkrankenhaus der Technischen Universität Dresden sowie der Universitätskliniken Salzburg) und dort Chefarzt der Klinik und Poliklinik für Psychiatrie, Psychosomatik und Psychotherapie und hat einen Lehrstuhl mit Schwerpunkt Nachhaltigkeit, Sozialmedizin, Psychosomatik und Komplementärmedizin an der Hochschule Mittweida inne.

## Forschungsinteressen und Positionen
Die interdisziplinäre Integration von Theorie und Praxis steht im Mittelpunkt der Arbeiten von Brunnhuber, welche folgende Bereiche im Schwerpunkt umfasst:
- Die Bedeutung der Offenen Gesellschaft im 21. Jahrhundert: Dabei geht es vor allem um die Auseinandersetzung mit digitalen Autokratien.[10][11][12][13]
- Integrative psychische Gesundheit: Dies um fasst die Bedeutung der Naturheilverfahren und Komplementärmedizin sowie der Weisheitstraditionen in der Wiederherstellung von Gesundheit und der Behandlung von Patienten mit psychischen und psychosomatischen Erkrankungen.[14][15][16]
- Transformative Finanzökonomie: Dies beschreibt neue Finanzinstrumente sowie eine angepasste Geldpolitik in der Finanzierung des Transformationsprozesse.[17][18][19]

- Kreativitäts- und Resilienzforschung: Umfasst die Bedeutung der Ergebnisse der Humanwissenschaften für den Bildungssektor.[20][21][22] Dabei geht es vor allem um die Implementierung von Bewegungselementen, Achtsamkeitsübungen und Anpassungen im Lebensstil zur Steigerung individueller Kreativität und einem verbesserten Stressmanagement.[23][24]
- Resilientes Anthropozän: Beschreibt den Prozess der, potentiell dysfunktionalen und destruktiven, Anpassungsleistungen des Menschen an seine Umwelt.[10]
- Transpersonale Spiritualität: Dieser Ansatz nimmt Bezug auf die Ergebnisse der Weisheitstraditionen in der Persönlichkeits- und Bewusstseinsentwicklung.[25]

Brunnhuber ist Vertreter des kritischen Rationalismus und bezeichnet sich als einen Schüler des liberalen Soziologen Ralf Dahrendorfs. Seine Arbeiten sind des Weiteren durch die Auseinandersetzung mit Bernard Lietaer, Ken Wilber und Willigis Jäger beeinflusst und zeigen eine Prägung durch J. M Keynes, Milton Friedman, C.G Jung, Hans Albert, der Systemtheorie, den Wüstenvätern sowie des japanischen ZEN und der christlichen Mystik des Hochmittelalters.
Er fasst seine Forschungsinteressen mit den Worten eines ‚evolutionären, integralen, translationalen, praxisrelevanten human-zentrierten Ansatzes‘ zusammen.

### Positionen
Ein besonderes Interesse Brunnhubers gilt den 17 Zielen für nachhaltige Entwicklung (Social Development Goals, SDGs) der Vereinten Nationen. Seiner Ansicht nach handelt es sich bei zwei Dritteln dieser Ziele um „global commons“ (deutsch: globale Allmendegüter oder auch globale öffentliche Güter). Die Finanzierung dieser Allgemeingüter erfordert neue Finanzierungsinstrumente (financial engineerings) sowie eine angepasste Geldpolitik in Verbindung mit einem erweiterten Mandat der Zentralbanken. Durch die Berücksichtigung von energiearmen Blockchain Technologien und ‚digitalen Vertragsprotokollen‘ (smart contracts) kann das Geldangebot kontrolliert erweitert und die Nachhaltigkeitsziele finanziert werden. Er gibt in diesem Zusammenhang an, mit der Finanzierung der global commons könne ein Return on Investment des 10- bis 100-fachen des Return on Investment privater Investments in Aktien oder Staatsanleihen erreicht werden.
Zum Erreichen der Ziele für nachhaltige Entwicklung der Vereinten Nationen müssten seiner Einschätzung nach mindestens 5–7 % des weltweiten Bruttoinlandsprodukts zusätzlich hierfür ausgegeben werden, bei Betrachtung des Bevölkerungswachstums bis zu 9 %. Um dies zu erreichen, schlägt er die Einführung einer digitalen Zweitwährung auf Blockchain-Basis (ohne energiereiches Mining) vor, womit durch direkte Zahlungen durch Zentralbanken finanzielle Mittel zur Verfügung gestellt werden sollten. Es solle dabei mittels eines „digitale[n] Vertragsprotokoll[s]“ sichergestellt sein, dass die „Bezahlungsmöglichkeit auf nachhaltige Verwendung einschränkt“ ist. Hierzu sollten die Transaktionen nachvollziehbar sein und Institutionen wie die European Investment Bank oder die Asian Development Bank garantieren, dass das zusätzliche Geld entsprechend der politischen Agenda kanalisiert werde.

## Mitgliedschaften
Brunnhuber war von 2015 bis 2019 Senator der Europäischen Akademie der Wissenschaften und Künste (EASA) und ist derzeit Mitglied im Board of Trustees der Weltakademie der Künste und Wissenschaften sowie internationales Vollmitglied (full-member) des Club of Rome.
Er ist Mitglied der FDP, Freunde der Erde (Bund für Umwelt und Naturschutz Deutschland) und der Lancet Kommission Postcovid and Green Recovery. Seit 2022 ist er zudem Mitglied im Beirat Sustainable Finance der Bundesregierung in der 20. Legislaturperiode.

## Privates
Brunnhuber ist verheiratet und lebt mit seiner Frau (Stephanie Tache) und seinen zwei Kindern in Dresden. Er ist praktizierender Buddhist und Katholik und gibt an, seine professionellen Aktivitäten seien in die mystischen Traditionen und Praktiken der beständigen östlichen und westlichen Philosophien eingebettet.

## Schriften (Auswahl)
- B. Lietaer, C. Arnsperger, S. Goerner, S. Brunnhuber: Geld und Nachhaltigkeit. Europa Verlag, Berlin, 2013
- K. Lieb, S. Frauenknecht, S. Brunnhuber (unter Mitarbeit von Ch. Wewetzer): Intensivkurs Psychiatrie und Psychotherapie, Urban & Fischer, München 2016 (8. Auflage)
- Stefan Brunnhuber: Die Kunst der Transformation: Wie wir lernen, die Welt zu verändern. Herder, Freiburg im Breisgau, 2018
- Stefan Brunnhuber: Die offene Gesellschaft: Ein Plädoyer für Freiheit und Ordnung im 21. Jahrhundert. oekum verlag, München, 2019
- Stefan Brunnhuber: The TAO of finance. The future wealth of nations. oekum verlag, München, 2020
- Stefan Brunnhuber: Financing our future. Unveiling a parallel currency system to fund the SDGs and the common good. Palgrave Macmillan, 2021